# Bert Carpelan (fotograf)
Bert Gulliver Maximilian Carpelan, född 30 oktober 1932 i Helsingfors, är en finländsk pressfotograf och fotokritiker. 
Carpelan verkade 1954–1990 som pressfotograf vid Hufvudstadsbladet och från 1968 som fotokritiker vid Hufvudstadsbladet, Nya Pressen och Kameralehti – där han haft en egen sida i över tjugo år, lika länge som han skrev och fotograferade för HBL-bilagan Veckan. På 1950-talet arbetade han också som specialfotograf för jazztidskriften Rytmi och kompletterade sitt jazzintresse med bilder i tidskriften och på skivomslag.
Carpelan har ordnat pressfotoutställningar och bland annat en egen utställning i Fotomuseets studio 1980 med bilder som han tagit för publicering 1956–1980. Utställningen fokuserades på personbilder och mänskliga bildberättelser, men som yrkesfotograf hörde bland annat nyhets- och idrottsbilderna till den dagliga rutinen. Som pensionerad pressfotograf har Carpelan ägnat sig bland annat åt undervattensfotografering på Maldiverna, samtidigt som han fortsatt att skriva fotoartiklar. Han har varit ordförande i Amatörfotografklubben i Helsingfors och erhållit en rad konst- och kulturpris.
Bert Carpelan var gift med fotografen Sirkka Lis von Bonsdorff 1962–1979.